# Tannerre-en-Puisaye
Tannerre-en-Puisaye är en kommun i departementet Yonne i regionen Bourgogne-Franche-Comté i norra Frankrike. Kommunen ligger i kantonen Bléneau som tillhör arrondissementet Auxerre. År 2022 hade Tannerre-en-Puisaye 271 invånare.

## Befolkningsutveckling
Antalet invånare i kommunen Tannerre-en-Puisaye
| Referens: INSEE |